# Уменьшённый септаккорд
Уменьшённый септакко́рд ― септаккорд, содержащий в тесном расположении (то есть будучи расположен по терциям) уменьшённое трезвучие в основании и уменьшённую септиму между крайними звуками (например: си―ре―фа―ля♭), или, иначе, три малые терции, две уменьшённые квинты, два уменьшённых трезвучия.
Уменьшённый септаккорд принадлежит к числу хроматических аккордов, поскольку содержит хроматические интервалы. Все его обращения по интервальному составу равны друг другу, благодаря чему он часто используется как средство энгармонической модуляции.

## Уменьшённый септаккорд в тональности
В рамках мажорно-минорной тональности уменьшённый септаккорд интерпретируется как:
а) септаккорд VII ступени в гармоническом мажоре и гармоническом миноре (вводный септаккорд), где принадлежит к доминантовой функции, не включая в себя, однако, V ступень, отчего обладает более слабым тяготением в тонику, чем доминантсептаккорд. Этот аккорд может быть разрешён сразу в тоническое трезвучие, в котором удваивается терцовый тон, либо же септимовый тон (VI ступень) ведётся на полтона вниз, в результате чего образуется доминантовый квинтсекстаккорд, разрешающийся в тоническое трезвучие с удвоением основного тона.
б) септаккорд II ступени с повышенным основным и терцовым тонами в мажоре или IV ступени с повышенным основным и терцовым тонами в миноре. Эти аккорды принадлежат к субдоминантовой функции и используются в виде своих обращений преимущественно в сложных кадансах.
в) вспомогательный септаккорд к доминанте. В этом случае вводный септаккорд к тональности IV ступени разрешается через ближайшее обращение доминантсептаккорда.

### Энгармонизм уменьшённого септаккорда
Любой уменьшённый септаккорд может быть разрешён непосредственно в четыре тональности. В двух из них он будет вводным, эти тональности являются одноимёнными, и ещё в двух, параллельных друг другу, ― альтерированной субдоминантой. Ещё одна пара разрешений образуется при использовании вспомогательного аккорда к доминанте. Каждое из трёх обращений уменьшенного септаккорда, в свою очередь, может быть разрешено в четыре тональности. Таким образом, исходный аккорд может вести в двадцать четыре тональности.

## Уменьшённый септаккорд вне тональности
Уменьшённый септаккорд выполняет функцию центрального элемента в системе уменьшённого лада и некоторых других симметричных ладов.